# 경성 죽첨정 단두 유아 사건
경성 죽첨정 단두 유아 사건이란 1933년 5월 일제강점기 경성부에서 일어난 엽기적인 사체 훼손 사건을 말한다.

## 사건의 개요
사건의 발단은 1933년 5월 16일, 경성부 죽첨정3정목(오늘날의 서울특별시 중구 충정로3가에 해당)에서 잘려진 아이의 머리가 발견되었다. 후두부가 갈라졌고 안의 뇌수를 긁어낸 흔적이 있는데다가 주변에 뇌수의 파편들이 흩어져 있었다.
현장이 심하게 훼손되어 있었음에도 불구하고 잘려진 아이의 머리를 조사한 경성제국대학 의과부는 하루만에 부검 결과를 내놓았다. "아이의 연령은 1살 내외이며 여자아이이고 살아있는 상태에서 목을 베었다라는 것이다. 그리고 범행시간은 목이 발견된 시점에서 역으로 10시간 이내"라고 추정되었다.
당시 경성부 치안은 '안전한 도시'가 된 것은 '우수한' 경찰 조직 덕분이라고 선전하고 다녔던 조선총독부와 경찰은 이 엽기적인 살인사건으로 발칵 뒤집혔고 사건 제보가 접수되자 경성의 시내 전 경찰서에 비상이 걸리게 되었다. 몇가지를 밝혀낸것 말고는 별다른 성과가 없자, 경찰은 조금이라도 의심스러운 사람들을 마구 잡아들이기 시작했다. 특히 '아이의 간이 나병에 좋다'라는 속설에 혹한 한센병자들이 아이를 죽였을 것이라 단정하고서는 경성 내의 나병자와 각종 거지들까지 모조리 잡아들였다.
그런 가운데 일각에서 살아있는 아이가 아니라 죽은 아이의 시체에서 목을 자른게 아닌가라는 의심이 일었고 이에 경찰은 사망한 유아들의 기록을 뒤지기 시작했다. 결국 6월 5일, 경기도 고양군 용강면 아현리(오늘날의 서울특별시 마포구 아현동)에 살던 한창우라는 사람의 한살 된 딸이 잘린 목의 주인이라는 사실이 밝혀졌다. 경찰이 한창우 딸의 무덤을 파보자, 시체는 목이 잘려있었다. 목과 시체를 대조해본 결과 시체에서 목이 잘려진 것이 분명했다.
결국 인근을 뒤진 끝에 한창우의 집에 같이 살던 배구석이라는 사람과, 배구석의 친구인 윤명구가 범인으로 체포되었다.

## 범행동기
범행동기는 범인 윤명구의 아들에게 있는 병 때문이었다고 한다. 간질병을 앓고 있던 윤명구의 아들은 여러 약을 써봐도 차도가 없었다. 그러던 차에 윤명구는 간질병에는 아이의 뇌수(골)가 특효약이라는 이야기를 듣고 이에 혹해서 친구인 배구석에게 아이의 뇌수를 구해달라고 했다. 배구석은 같은 집에 살던 한창우의 어린 딸이 수막염으로 죽었다는 사실을 알고 윤명구에게 2원을 받아 한창우 딸의 무덤을 파헤쳐 아이의 목을 자른뒤 뇌수를 긁어내 윤명구에게 가져다 주고 목은 죽첨정에 몰래 내다버렸던 것이었다. 그러나 아이의 뇌수를 먹고도 윤명구의 아들의 병은 차도를 보이기는커녕 더욱 악화되어 버렸다고 한다.

## 참고서적 및 외부 링크
- 《경성기담》,전봉관 저. 살림출판사. 2006년
- 雨中에 또 하로, 斷頭事件은 越夜
- 市內刑事總出動 八方活動도 水泡 被害者 身元조차 判明안되 乳兒斷頭事件